# Rejón
Un rejón est l'instrument utilisé par le rejoneador dans une corrida équestre. Il comprend deux types d'instrument : les «  rejónes de châtiment » et le « rejón de mort ».

## Description et usage

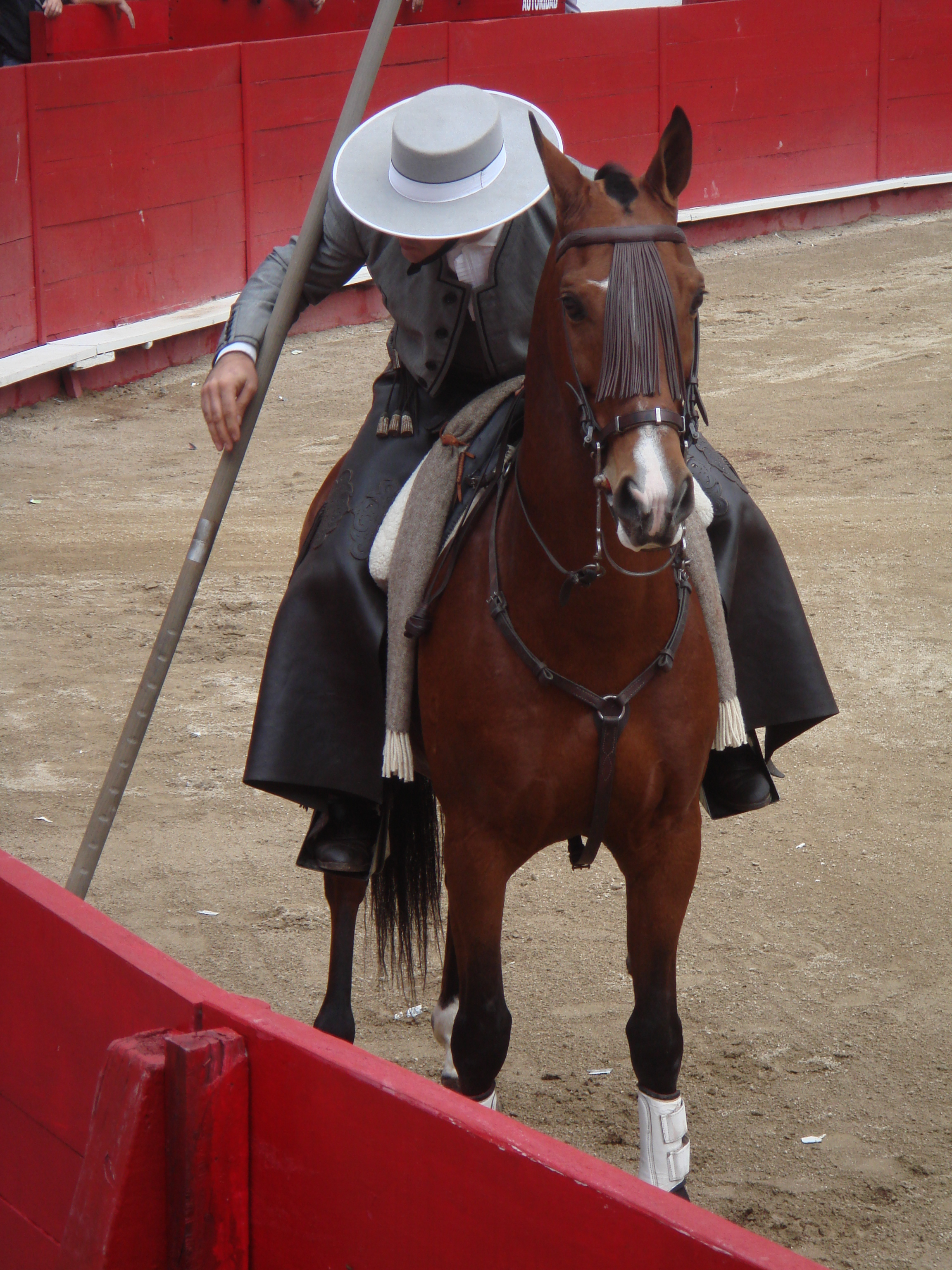
Álvaro Montes reçoit le taureau avec la garrocha.

Le « rejón de châtiment »  est un javelot de bois de 160 centimètres de long qui se termine par un fer de 15 centimètres à double tranchant. Le fer est fixé à la hampe par une cheville pré-taillée en sorte qu'elle se sépare en deux parties au moment de la pose, libérant ainsi un drapeau qui sert de leurre. 
Le « rejón de mort » (« rejón de muerte ») est un javelot  muni d'une lame d'épée qui remplace le fer du « rejón de châtiment » .
C'est le président qui décide le moment où le rejoneador peut se servir du rejón  de mort. Le  matador a alors cinq minutes pour réaliser la mise à mort. Si au bout de ces cinq minutes, le taureau est encore vivant, le cavalier doit descendre dans l'arène, et se servir de l'épée  comme un matador à pied.
Il ne faut pas confondre le rejón avec la garrocha qui est une perche de bois de plus de trois mètres terminée par une pointe métallique. La garrocha est l'instrument des vaqueros pour conduire les troupeaux. Dans la corrida, elle servait à exécuter une figure désormais abandonnée : le « salto a la garrocha », rendu célèbre par une gravure de Francisco de Goya.